# 長良川球場
長良川球場（ながらがわきゅうじょう）は、岐阜県岐阜市の岐阜メモリアルセンター内にある野球場。施設は岐阜県が所有し、岐阜県スポーツ協会が運営管理を行っている。
2025年4月1日より岐阜信用金庫が命名権を取得し、「ぎふしん長良川球場」の呼称を用いている。

## 歴史
現在、岐阜メモリアルセンターがある岐阜市長良福光には、1965年開催の岐阜国体にあわせて前年の1964年に開場した岐阜県営野球場などのスポーツ施設があり、また約200 m離れたところには岐阜刑務所があった。しかし、いずれも老朽化などにより閉鎖され、刑務所も市内則松に移転。これらの跡地は総合運動公園「岐阜メモリアルセンター」として再整備される事になった。敷地は1988年に開催された「ぎふ中部未来博」のメイン会場として使用され、未来博終了後からメモリアルセンターの整備事業が本格的に始まり、このうち長良川球場は1991年春に完成、4月1日に開場した。同年以降高校野球、社会人野球などアマチュア野球公式戦が行われている他、プロ野球公式戦も開催されている。
このうち、愛知県名古屋市に本拠地を置く中日ドラゴンズが毎年、主催公式戦とオープン戦をそれぞれ1試合ずつ開催している。うち公式戦については、かつてはナゴヤドーム3連戦の初日もしくは最終日の試合を長良川で開催する形式を執っていたが、2000年からは福井県営球場との2連戦で開催されるようになった。これは以前、同球団が毎年開催する「北陸シリーズ」が、福井と石川県立野球場（金沢市）、富山市民球場アルペンスタジアムとの3連戦で組まれていたものの、この北陸シリーズは平日のナイター開催である上、試合終了直後に次開催地の宿舎へ直接バスで向かうため移動による負担が大きかったことから、選手会からの提案を受けて分割し、金沢と富山、福井と長良川とのそれぞれ2連戦に再編したのに伴う措置である。ただし2008年の以降の公式戦は、福井での開催がなくなったため、3連戦の初戦を本球場で、あとの2試合をナゴヤドームで開催するようになっている（2012年は豊橋市民球場→当球場→ナゴヤドームの順で、3連戦の中日に当たる）。現在プロ野球ではこの他、読売ジャイアンツ（巨人）が毎年オープン戦と二軍（イースタン・リーグ）公式戦を開催しており、2009年6月30日には、岐阜県内で58年ぶりの一軍公式戦（対広島東洋カープ）が開催され、以降は改修が行われた2011年と2018年を除き、毎年1試合ずつ一軍公式戦を開催している。

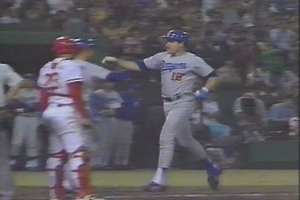
広島主催で行われた公式戦(1991年)

また1991年から1997年の間、広島東洋カープ主催による公式戦が年2 - 3試合開催されていた。この広島戦の相手球団は全試合中日ドラゴンズだった（1994年は中日主催で1試合、広島主催で2試合開催）。岐阜県は愛知県に隣接する土地柄から圧倒的に中日ファンが多く、実際に長良川球場も中日ファンが多数だったが、1993年当時の広島は本拠地である広島市民球場における中日戦の集客が1試合平均1万人前後と低迷していた一方、ナゴヤ球場（1993年当時の中日の本拠地）で中日戦を観戦できないファンの集客を目論んで敢えて岐阜で主催試合を開催したと報じられており、実際に1993年に広島主催試合として開催された2試合はいずれも3万人と満員だった。なお、ダッグアウトは通常の主催試合同様、広島が一塁側、中日が三塁側を使用した。これについてはホーム・アンド・アウェーの項も参照。なお、テレビ中継については中京広域圏向けはCBCテレビ（TBS系列）が制作し、CBCが編成上の都合で放送できない場合は、広島主催ということもあり岐阜放送（GBS・独立放送局）がCBC制作で放送する場合もあった。広島県域向けはCBCと共同制作の形で同系列の中国放送（RCC）が放送する場合と（実況をRCCが差替える場合と、CBCの実況をそのまま放送する場合あり）、広島ホームテレビ（HOME・テレビ朝日系列）が名古屋テレビ放送の協力で広島地区向けに別制作する場合があった。
この他近鉄バファローズはかつて、ナゴヤ球場で年間8試合（概ね3連戦が3カード）前後の主催公式戦を開催していたが、1991年から1996年までの間、このナゴヤシリーズ3連戦のうち年1試合を長良川球場で開催していた。
2024年11月、命名権（ネーミングライツ）の導入を検討していることが報道され、、岐阜信用金庫が取得。2025年4月より「ぎふしん長良川球場」のとなる。

## 主なエピソード
長良川球場でのプロ野球は年間数試合ではあるものの、時折名ゲームが行われたり、トラブルやアクシデントに見舞われたりする。
- 1991年、日韓プロ野球スーパーゲームの第2戦が当地で行われた際、当時ヘテ・タイガースに在籍していた宣銅烈が登板、最速155km/hのストレートと超高速スライダーを投じ、日本のファンにもその名を知らしめた。第5戦で張鍾勲が場外ホームランを放った。これは長良川球場が出来て初めてのこと。
- 1997年6月5日に行われた中日ドラゴンズ対横浜ベイスターズ9回戦で、外角球に対するストライクの判定を巡ってクレームを付けた中日・大豊泰昭に対して、マイケル・ディミュロ球審は「暴言を吐いた」とみなして退場を宣告した。ところがその直後、大豊はディミュロに詰め寄って激しく抗議し、更に中日の監督・コーチらもディミュロを取り囲んで執拗に抗議。場内は一時騒然となった。ディミュロは「これまで感じた事のない程の身の危険を感じた」として、翌日セ・リーグ事務局に辞表を提出、12日に帰国した（この一件の詳細はマイケル・ディミュロの項を参照）。
- 2003年6月11日に行われた中日ドラゴンズ対阪神タイガース14回戦は、7対2で阪神が勝利した。試合終了後、外野スタンド右翼側で両チームのファン同士がトラブルを起こし、揉み合いとなった。この際に何者かが黄色っぽい霧状のスプレーを噴射し、近くにいた約50人が眼や鼻、喉の痛みを訴え、岐阜市消防本部は周辺市町村の協力を得て被害者31人を病院へ搬送し、また球場近くに仮設テントを設けて応急手当に当たった。岐阜北警察署は、異臭の原因は催涙スプレーの可能性があるとして噴射した人物の特定など捜査を行ったが、現在も解決していない。またこれ以降中日と阪神が対戦する地方開催は、中日主催では2013年6月25日に富山市民球場アルペンスタジアムで行われるまでなかった[注釈 3][注釈 4]。
- 2009年5月12日、岩瀬仁紀がプロ野球史上4人目となる通算200セーブを達成させた[5]。
- 2012年開催の清流国体に向け改修を行ったため、前年の2011年は公式戦が組まれなかった。
  - 3月14日、東日本大震災被災地支援試合としてオープン戦・巨人対阪神が施行され、会場に募金箱が設置されたほか、半旗掲揚、黙祷が行われた。この試合は、震災後最初のプロ野球の有料試合（3月12日・3月13日はオープン戦を自粛し、非公開の練習試合が行われたため）であった。

## プロ野球開催実績
| 試合日        | ホーム | スコア   | ビジター   | 観客数  | 備考     | 出典        |
| ------------- | ------ | -------- | ---------- | ------- | -------- | ----------- |
| 1991年4月14日 | 中日   | 5-5      | 大洋       | 30000人 | 延長15回 |             |
| 1991年5月22日 | 広島   | 0-8      | 中日       | 30000人 |          |             |
| 1991年5月23日 | 広島   | 11-7     | 中日       | 30000人 |          |             |
| 1991年7月12日 | 近鉄   | 雨天中止 | ロッテ     |         |          |             |
| 1992年4月21日 | 広島   | 6-3      | 中日       | 30000人 |          |             |
| 1992年4月22日 | 広島   | 7-5      | 中日       | 30000人 |          |             |
| 1992年6月2日  | 中日   | 1-3      | ヤクルト   | 30000人 |          |             |
| 1992年8月11日 | 近鉄   | 雨天中止 | 日本ハム   |         |          |             |
| 1993年5月11日 | 広島   | 8-5      | 中日       | 30000人 |          |             |
| 1993年5月12日 | 広島   | 3-6      | 中日       | 30000人 |          |             |
| 1993年6月22日 | 中日   | 2-5      | 阪神       | 30000人 |          |             |
| 1993年8月24日 | 近鉄   | 4-5      | 日本ハム   | 13000人 |          |             |
| 1994年4月29日 | 中日   | 4-3      | 広島       | 29000人 | 延長10回 |             |
| 1994年5月24日 | 広島   | 3-1      | 中日       | 26000人 |          |             |
| 1994年5月25日 | 広島   | 5-7      | 中日       | 27000人 |          |             |
| 1994年8月16日 | 近鉄   | 10-2     | 日本ハム   | 15000人 |          |             |
| 1995年4月18日 | 広島   | 7-2      | 中日       | 20000人 |          |             |
| 1995年4月19日 | 広島   | 8-2      | 中日       | 22000人 |          |             |
| 1995年4月20日 | 広島   | 5-4      | 中日       | 24000人 |          |             |
| 1995年5月12日 | 中日   | 雨天中止 | 横浜       |         |          |             |
| 1995年8月10日 | 近鉄   | 4-6      | オリックス | 22000人 |          |             |
| 1996年5月3日  | 中日   | 5-1      | 横浜       | 28000人 |          |             |
| 1996年5月21日 | 広島   | 雨天中止 | 中日       |         |          |             |
| 1996年5月22日 | 広島   | 4-3      | 中日       | 23000人 | 延長10回 |             |
| 1996年7月2日  | 近鉄   | 7-14     | 日本ハム   | 5000人  |          |             |
| 1997年4月19日 | 広島   | 13-9     | 中日       | 20000人 |          |             |
| 1997年4月20日 | 広島   | 9-3      | 中日       | 26000人 |          |             |
| 1997年6月5日  | 中日   | 3-6      | 横浜       | 22000人 |          |             |
| 1998年5月2日  | 中日   | 雨天中止 | 横浜       |         |          |             |
| 1999年4月27日 | 中日   | 13-5     | 阪神       | 18000人 |          |             |
| 2000年5月10日 | 中日   | 5-0      | 阪神       | 20000人 |          |             |
| 2001年6月19日 | 中日   | 雨天中止 | ヤクルト   |         |          |             |
| 2002年5月14日 | 中日   | 9-2      | 広島       | 16000人 |          | [ 公式 1 ]  |
| 2003年6月11日 | 中日   | 2-7      | 阪神       | 23000人 |          | [ 公式 2 ]  |
| 2004年6月30日 | 中日   | 5-6      | 広島       | 17000人 |          | [ 公式 3 ]  |
| 2005年7月17日 | 中日   | 4-2      | ヤクルト   | 17400人 |          | [ 公式 4 ]  |
| 2006年7月8日  | 中日   | 8-1      | 横浜       | 16477人 |          | [ 公式 5 ]  |
| 2007年7月4日  | 中日   | 雨天中止 | 広島       |         |          | [ 公式 6 ]  |
| 2008年4月29日 | 中日   | 4-1      | 横浜       | 15982人 |          | [ 公式 7 ]  |
| 2009年5月12日 | 中日   | 6-3      | ヤクルト   | 9059人  |          | [ 公式 8 ]  |
| 2009年6月30日 | 巨人   | 4-3      | 広島       | 17208人 |          | [ 公式 9 ]  |
| 2010年4月22日 | 巨人   | 雨天中止 | 横浜       |         |          | [ 公式 10 ] |
| 2010年7月13日 | 中日   | 雨天中止 | ヤクルト   |         |          | [ 公式 11 ] |
| 2012年5月9日  | 中日   | 8-3      | ヤクルト   | 10367人 |          | [ 公式 12 ] |
| 2012年7月11日 | 巨人   | 2-4      | 広島       | 14118人 |          | [ 公式 13 ] |
| 2013年4月25日 | 巨人   | 5-3      | DeNA       | 14403人 |          | [ 公式 14 ] |
| 2013年8月20日 | 中日   | 0-6      | 広島       | 11441人 |          | [ 公式 15 ] |
| 2014年8月12日 | 中日   | 4-6      | DeNA       | 18466人 |          | [ 公式 16 ] |
| 2015年6月23日 | 中日   | 3-5      | ヤクルト   | 17426人 |          | [ 公式 17 ] |
| 2016年6月14日 | 中日   | 2-4      | ロッテ     | 15821人 |          | [ 公式 18 ] |
| 2016年7月26日 | 巨人   | 雨天中止 | 広島       |         |          | [ 公式 19 ] |
| 2017年5月9日  | 中日   | 8-3      | DeNA       | 11063人 |          | [ 公式 20 ] |
| 2017年7月25日 | 巨人   | 1-2      | 広島       | 18138人 |          | [ 公式 21 ] |
| 2019年5月28日 | 中日   | 雨天中止 | DeNA       |         |          | [ 公式 22 ] |
| 2019年7月25日 | 巨人   | 1-8      | ヤクルト   | 17992人 |          | [ 公式 23 ] |
| 2021年8月31日 | 巨人   | 10-8     | ヤクルト   | 6632人  |          | [ 公式 24 ] |
| 2023年5月9日  | 中日   | 0-1      | 広島       | 12866人 |          | [ 公式 25 ] |
| 2023年8月31日 | 巨人   | 2-0      | 広島       | 16065人 |          | [ 公式 26 ] |
| 2024年8月6日  | 中日   | 6-2      | DeNA       | 14544人 |          |             |
| 2024年9月5日  | 巨人   | 3-0      | ヤクルト   | 16334人 |          |             |
| 2025年4月8日  | 中日   | 1-1      | 広島       | 12673人 | 延長12回 |             |
| 2025年9月4日  | 巨人   |          | ヤクルト   |         |          |             |

| 試合日         | 先 攻 | スコア | 後 攻 | 観客数  | 備考  |
| -------------- | ----- | ------ | ----- | ------- | ----- |
| 1991年11月9日  | 韓国  | 0-8    | 日本  |         | 第5戦 |
| 1995年11月11日 | 韓国  | 1-1    | 日本  |         | 第5戦 |
| 1999年11月7日  | 日本  | 5-3    | 韓国  | 24000人 | 第2戦 |

## その他
全国高等学校野球選手権岐阜大会の開会式と準々決勝以降の試合は、この長良川球場で実施される。球場入口には、戦前の選抜中等学校野球大会で優勝投手となった岐阜商業学校（現・県立岐阜商業）の投手・松井栄造のピッチング姿の銅像「栄光めざして」が建立されている。
また社会人野球では、毎年4月下旬から5月上旬に行われるJABAベーブルース杯争奪大会のメイン開催球場となっている。
プロ野球開催球場では例が少なくなってきたが、長良川球場ではプロ野球の試合で本塁打が出ると、ホーム・ビジターを問わず場内放送でファンファーレが演奏され、バックスクリーン前に設けられた「オーロラ噴水」が水飛沫を上げる、という演出が行われている。2004年に改修された際にスコアボードがカラー化され、フリーボード部が映像装置に入れ替えられた。さらに2018年の改修では、スコアボードが全面フルカラーLED化されている。
ぎふ長良川花火大会が開催される時には夕方より内野スタンドが無料開放されてスタンドで花火鑑賞ができる。

## 施設概要
- グラウンド面積：13,233m2
- 両翼：97.6m （320ft）、左右中間：111.7m （366.5ft）、中堅：122m （400ft）
- 内野：黒土、外野：天然芝、ファウルエリア（一部）：人工芝
- 照明設備：6基 ※LED照明
- スコアボード：全面フルカラーLED式
- 収容人員：22,030人（内野13,894人、外野：8,136人）
  - 内外野のスタンド上段に上屋あり
- フェンス広告なし
- バックネット裏上段に放送席（2部屋）を完備。
- ダッグアウト ホーム（1塁側）、ビジター（3塁側）

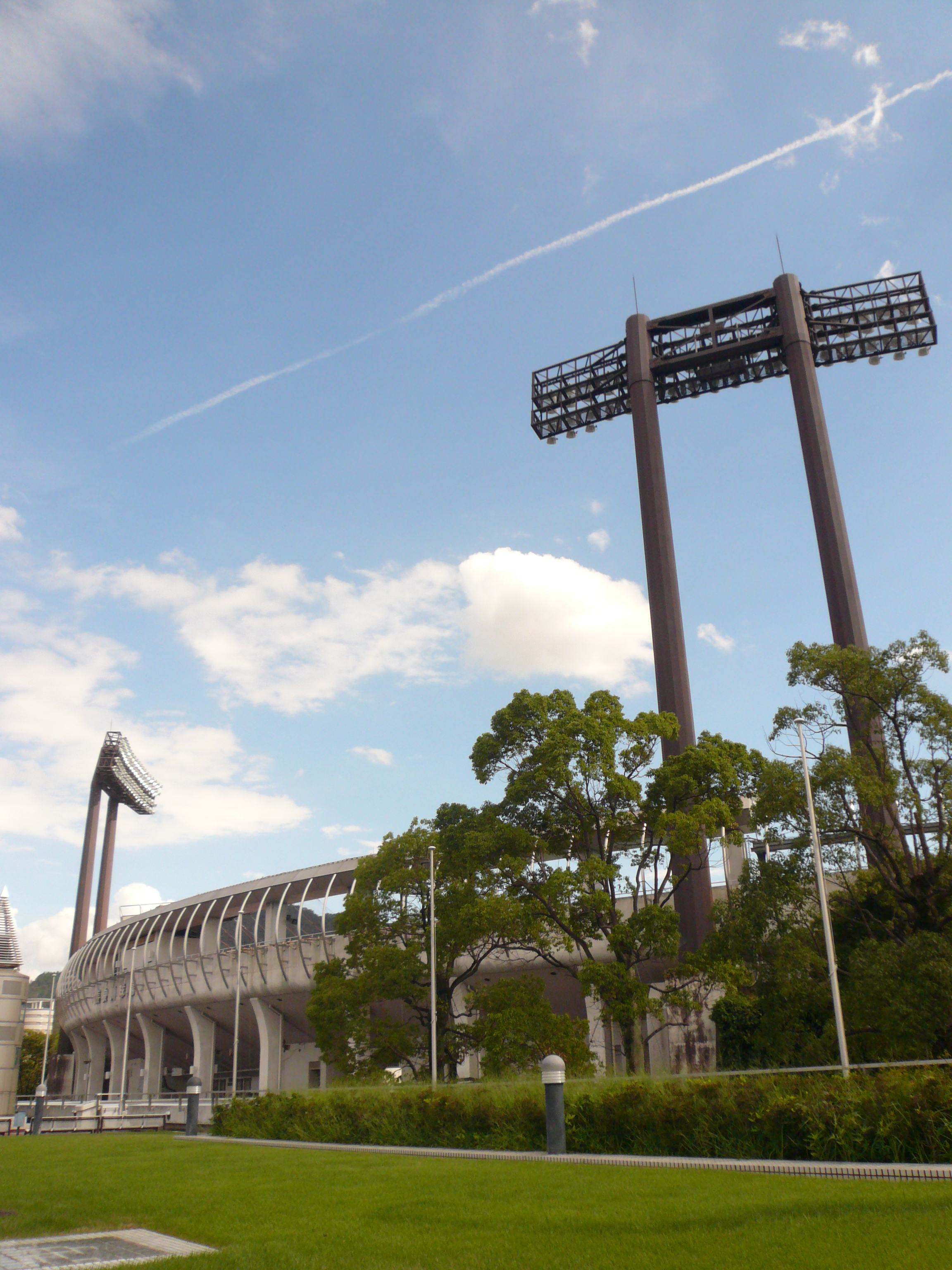
外観
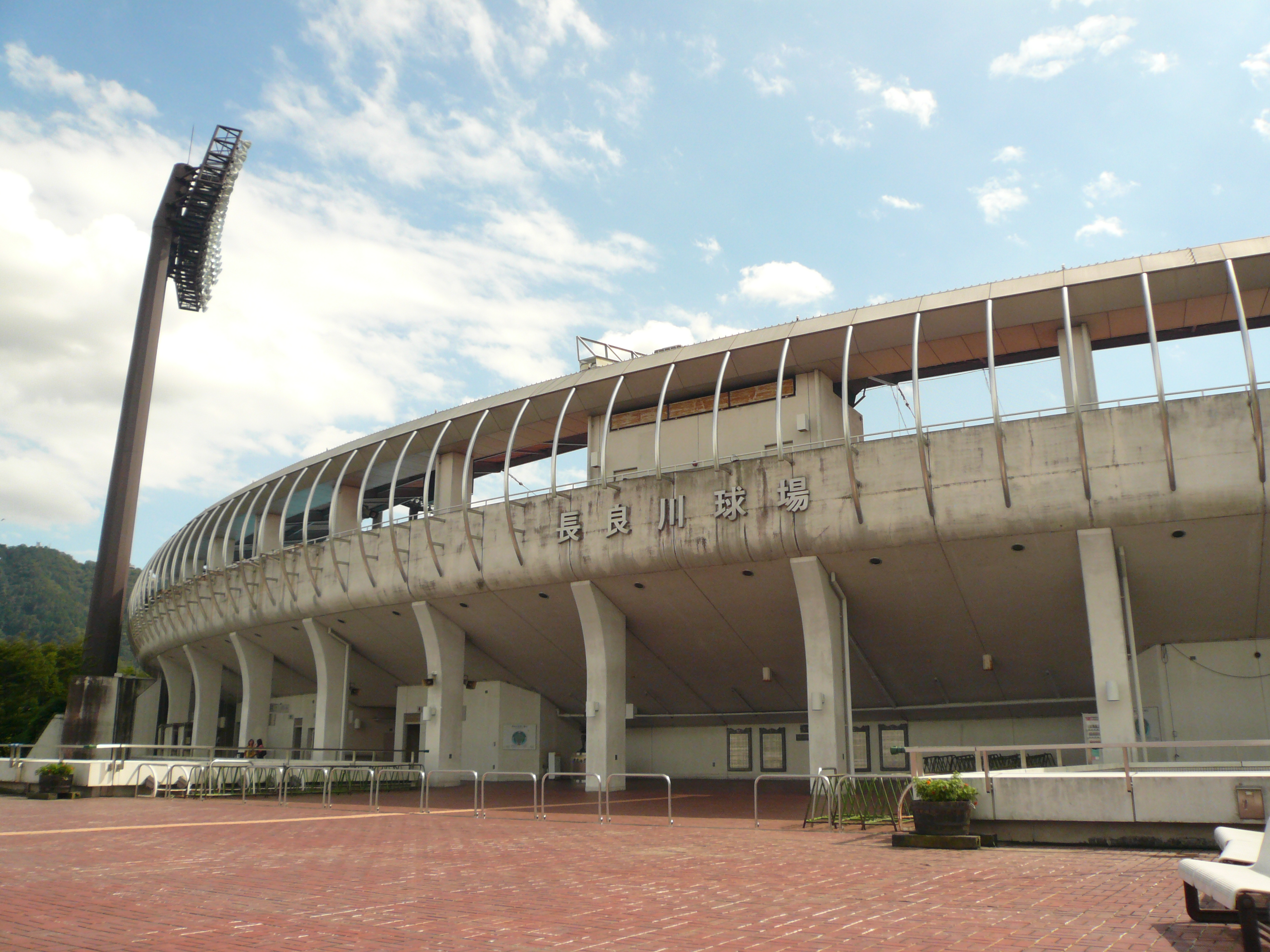
正面ゲート
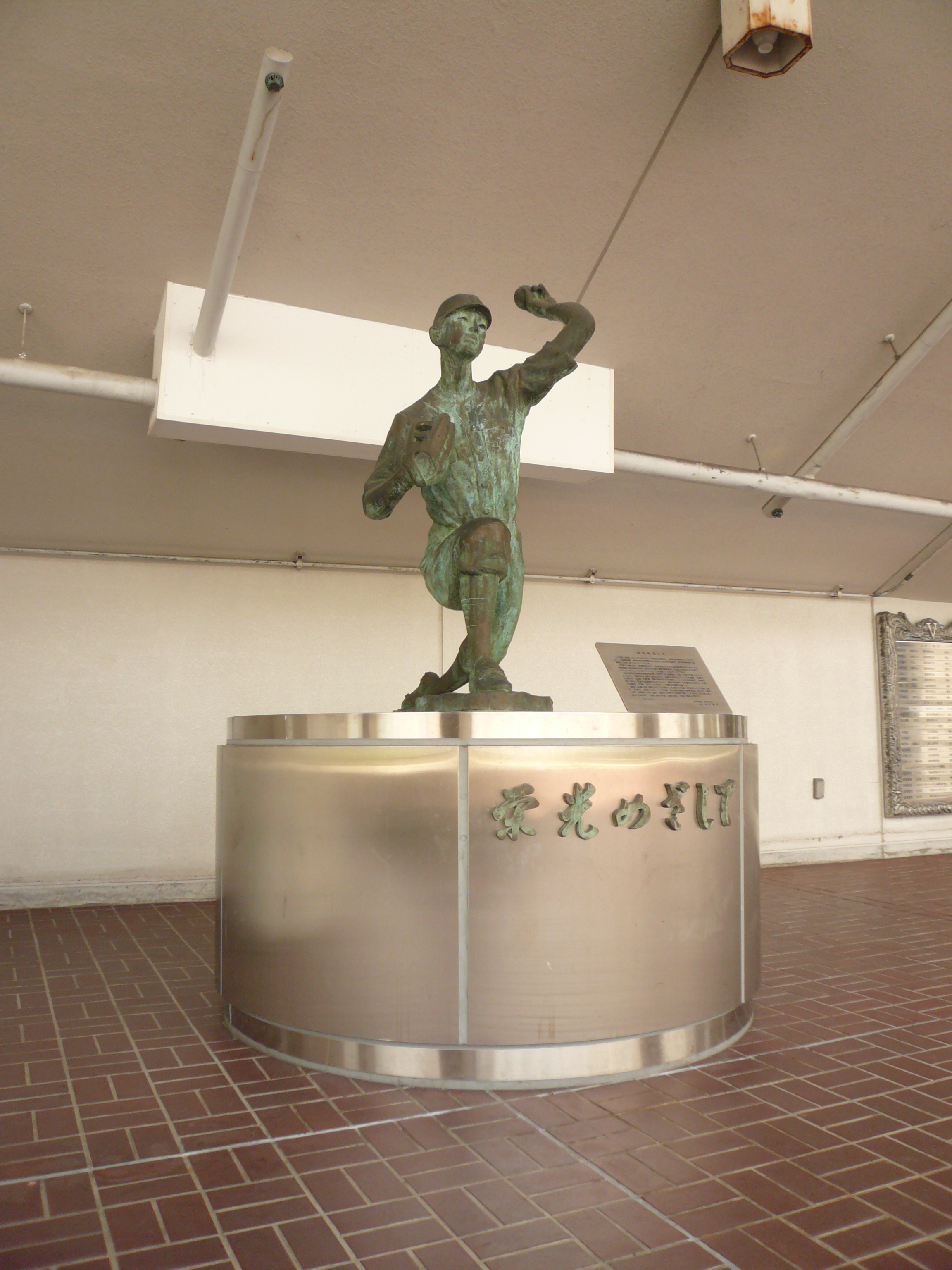
正面入口にある松井栄造像 「栄光めざして」